# Freedom Riders National Monument

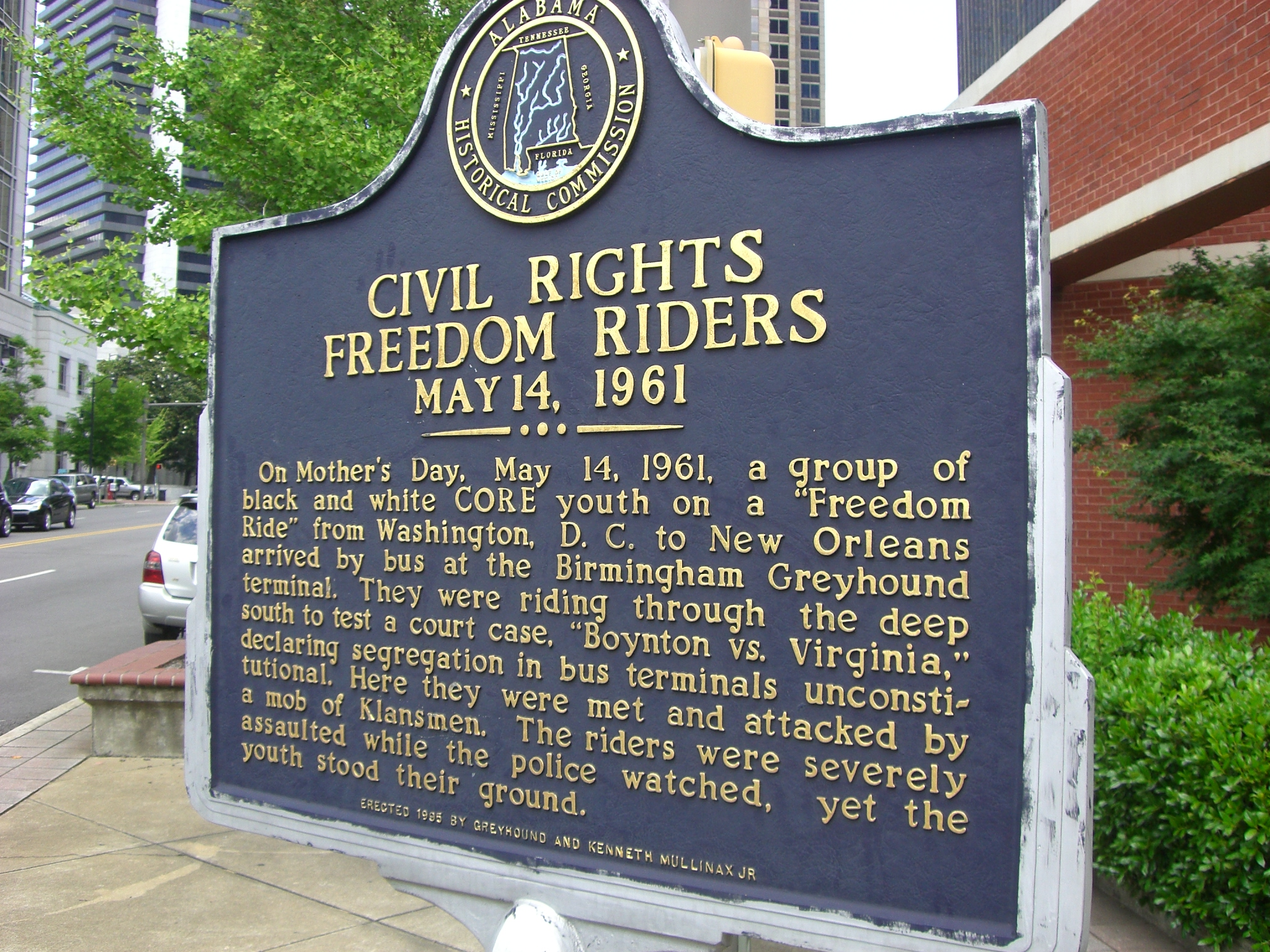
Gedenkteken in Birmingham van de rit van Freedom Riders op 14 mei 1961 die op de Greyhound terminal van Birmingham werden aangevallen en afgetuigd door de Ku Klux Klan terwijl de politie stond toe te kijken.

Het Freedom Riders National Monument is een federaal beschermd en beheerd nationaal monument in Anniston, Alabama in de Amerikaanse staat Alabama. Het werd op 12 januari 2017 erkend door president Barack Obama. Obama erkende op hetzelfde moment als monumenten van de Afro-Amerikaanse burgerrechtenbeweging ook het Birmingham Civil Rights National Monument in Birmingham en het Reconstruction Era National Monument in Beaufort County, South Carolina. Het symbool van de Freedom Riders is het oude Greyhound busstation van Anniston. Het monument heeft een beschermde oppervlakte van 0,02 km² die beheerd wordt door de National Park Service.
Freedom Riders waren gemengde groepen zwarte en blanke burgerrechtenactivisten die in de zuidelijke staten testen uitvoerden of de busmaatschappijen en lokale ordediensten zich hielden aan de federale wetgeving en jurisprudentie (onder meer de zaak Boynton vs. Virginia) met betrekking tot het verbod op rassensegregatie in busstations en op lijnbussen. Niet zelden werden de activisten lastiggevallen of aangevallen door politie of zelfs Ku Klux Klan.
De Anniston Greyhound bus terminal was gelegen 1031 Gurnee Avenue en was de locatie van een aanval op Freedom Riders door een plaatselijke knokploeg. De bus met de Riders werd aangevallen en met stenen bekogeld tot de ramen braken, en de banden platgestoken. De vertrekkende bus werd vervolgens achterna gezeten gedurende 10 kilometer tot de plaats waar de bus met platte banden geblokkeerd raakte. De knokploeg smeet brandbommen in de bus die tot ontploffing kwam en uitbrandde. Vervolgens vielen ze de vluchtende passagiers aan.